# بيتر بلوك
بيتر بلوك (بالإنجليزية: Peter Block)‏ هو لاعب غولف وسياسي أسترالي، ولد في 27 مايو 1935، وتوفي في 19 أكتوبر 1992. انتخب عضو المجلس التشريعي الفيكتوري.